# Palais Kaiserstein

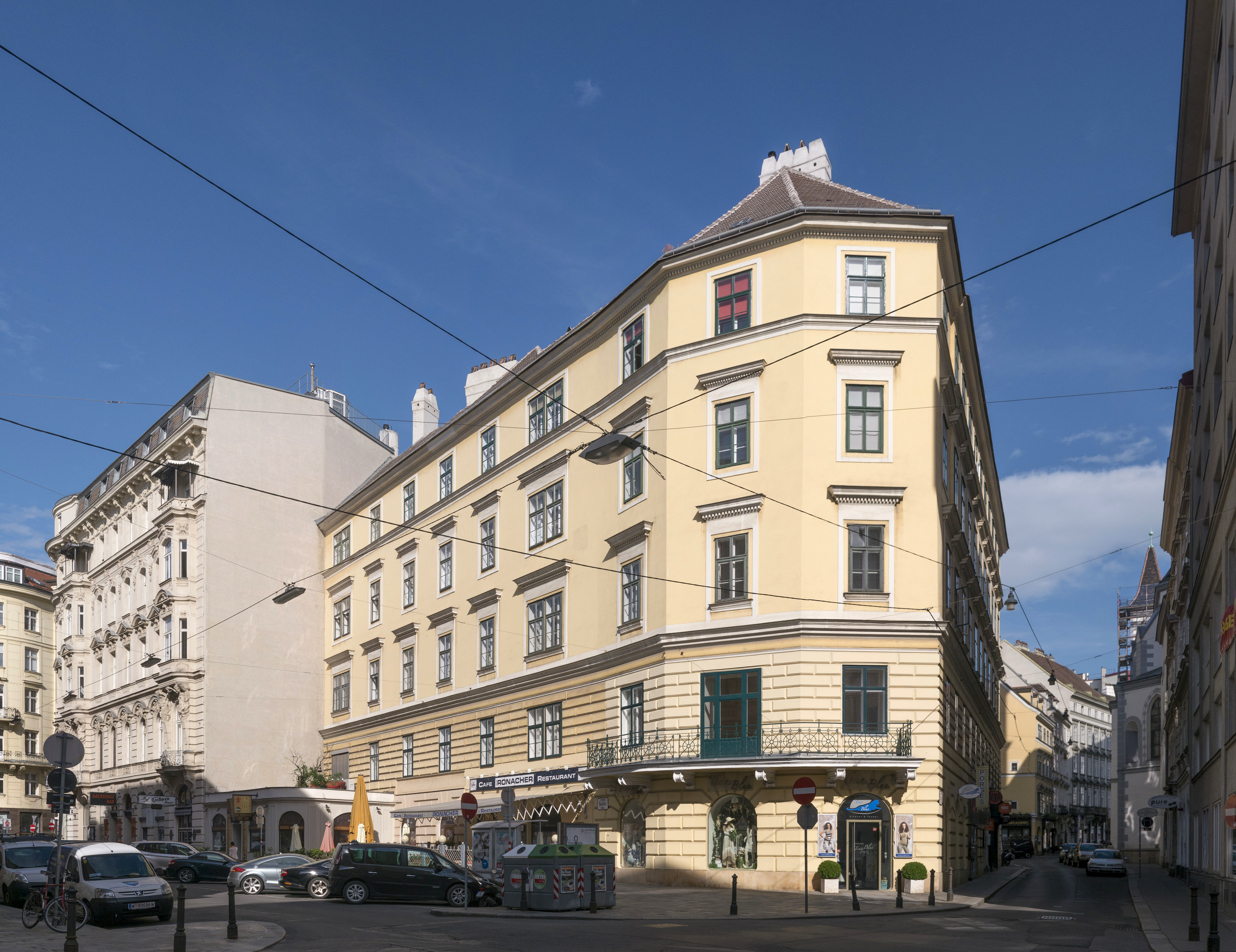
Palais Kaiserstein

Das Palais Kaiserstein befindet sich im 1. Wiener Gemeindebezirk Innere Stadt, Weihburggasse 22.

## Geschichte
Urkundlich wird bereits 1375 ein Haus genannt, das einem Schuster namens Chunrad gehörte. 1631 fiel es an Maximiliana, Gattin des Freiherren von Kaiserstein. Das Palais geht auf einen Renaissancebau aus der Mitte des 16. Jahrhunderts zurück. 1689 fiel das Haus an den kaiserliche Hofkammerrat Franz Joseph von Krapf, der den Bau um 1700 um einen viergeschoßigen Eckturm zur Seilerstätte erweiterte, der im Volksmund den Namen „Zum großen Polaken“ trug. Leopold Mayr stockte den Bau 1839 im Auftrag der Gräfin Anna von Fuchs auf und versah in mit einer neuen Fassade. 1924 wurde an der Seilerstätte ein ebenerdiger Vorbau durch Franz Birchmann angefügt.

## Beschreibung
Der Bau besitzt eine zweigeschoßige gequaderte Sockelzone mit flacher Diamantierung. In der Weihburggasse befindet sich ein zentrales Segmentbogenportal mit einer Wappenkartusche mit dem Wappen der Grafen von Fuchs. Ebenerdig reihen sich Geschäftsportale mit Rundbogenquadern oder einem Portalverbau aus dem Jahre 1913 aneinander. Über dem Gurtgesims folgt eine glatte spätklassizistische Fassade mit additiv gereihten, gerade verdachten Fenstern mit Zahnschnittfries. Der ehemalige Turm wurde durch abgeschrägte Ecken kaschiert und im ersten Stock um einen Balkon mit Eisengitter ergänzt. 
Geschlossene Pawlatschen laufen um drei Seiten des Innenhofs. Eine Vierpfeilertreppe aus 1664/68, vermutlich die älteste Wiens, wurde 1839 im Zuge des Umbaus aufgestockt.